# Нечипорук Зоя Савівна
Зоя Савівна Нечипорук (19 лютого 1907 — 13 квітня 1984, місто Київ) — українська радянська профспілкова діячка, заслужена вчителька школи Української РСР, голова Ревізійної Комісії КПУ. Депутат Верховної Ради УРСР 4—5-го скликань. Член Ревізійної Комісії КПУ в 1952—1961 р. Голова Ревізійної Комісії КПУ в 1952—1956 і в 1959—1961 р. Заступник голови Ревізійної Комісії КПУ в 1956—1959 р. Кандидат педагогічних наук.

## Біографія
Народилася 19 лютого 1907 року. Працювала в галузі освіти. На 1940 рік — начальник педагогічного (методичного) кабінету відділу шкіл Південно-Західної залізниці.
Член ВКП(б) з 1940 року.
У січні 1949 — березні 1951 року — завідувач Київського міського відділу народної освіти.
У 1951—1957 роках — голова ЦК професійної спілки працівників початкових і середніх шкіл Української РСР.
У 1957 — 1960-х роках — голова Українського республіканського комітету професійної спілки працівників освіти, вищої школи і наукових установ.
Одночасно довгий час працювала у Ревізійній Комісії КПУ. У 1952—1956 роках — голова Ревізійної Комісії КПУ, у 1956—1959 роках — заступник голови Ревізійної Комісії КПУ, у 1959—1961 роках — знову голова Ревізійної Комісії КПУ.
Потім — персональний пенсіонер союзного значення у місті Києві.
Померла 13 квітня 1984 року, похована на Байковому кладовищі.

## Нагороди та звання
- орден Леніна (6.12.1957)
- орден «Знак Пошани»
- медаль «За трудову доблесть» (6.08.1960)
- медаль «В ознаменування 100-річчя з дня народження Володимира Ілліча Леніна»
- медаль «За доблесну працю у Великій Вітчизняній війні 1941—1945 рр.»
- медаль А. С. Макаренка
- заслужена вчителька школи Української РСР (12.09.1940)